# أفيليانا
أفيليانا ( اللغة البيدمونتية : Vijan-a ؛ بالفرنسية : Veillane ) هي كومونا ومدينة (بلدية) في مدينة تورينو الحضرية في منطقة بيدمونت أو إيطاليا ، ويبلغ عدد سكانها 12480 نسمة في 1 يناير 2017. وتقع على بعد 25 كيلومتر (16 ميل) غرب تورينو في وادي سوسا ، على الطريق السريع المتجه من تورين إلى فريجوس ، فرنسا.
تشتهر بحيرتي مار ، لاغو غراندي ولاغو بيكولو. كما يقع بالقرب من ساكرا دي سان ميشي الضخمة.

## تاريخ
في عام 574 ، بنى الملك اللومباردي كليف قلعة هنا. وفقًا لبعض المصادر ، وقعت المعركة بين فرانكس بيبين الأصغر ولومبارد أستولف في المنطقة القريبة عام 750. في وقت لاحق ، أعتمدت أفيجليانا من دير نوفالسا ، وبعد ذلك كانت ملكًا لمنزل سافوي .
تم الاستيلاء على أفيليانا من قبل الإمبراطور هنري السادس في عام 1187 ، ولكن في وقت لاحق تم الإستحواذ عليها من قبل توماس الأول من سافوي . وفي عام 1536 ، في سياق الحروب الإيطالية ، تم اقتحامها مرة أخرى من قبل القوات الفرنسية. وانهالت عليها الهجمات الفرنسية مابين عامي 1630 و 1690 ، حتى انتهت بتدمير القلعة.

## المعالم السياحية الرئيسية
- أنقاض القلعة التي دمرها الفرنسيون في القرن السابع عشر.
- كنيسة سان جيوفاني ، مع العديد من أعمال ديفيندينتي فيراري .
- الكنيسة الرومانية في سان بيترو .
- المنتزه الطبيعي لبحيرات أفيجليانا.

## مواصلات
تحتوي أفيليانا على بوابتان على الطريق السريع A32 Bardonecchia-Turin. كما أن لديها محطة على سكة حديد تورين مودان .

## المدن التوأم
- تريسيرف, فرنسا
- واليا, مالي
- سيفان, أرمينيا

## روابط خارجية
- Chisholm, Hugh, ed. (1911). "Avigliana" . Encyclopædia Britannica (بالإنجليزية) (11th ed.). Official website